# Derek Kevan
Derek Tennyson Kevan (Ripon, Inglaterra, Reino Unido, 6 de marzo de 1935-Birmingham, Inglaterra, Reino Unido, 4 de enero de 2013) fue un futbolista inglés que jugaba como delantero.

## Fallecimiento
Murió el 4 de enero de 2013 tras una larga enfermedad en un hospital de Birmingham, a la edad de 77 años.

## Selección nacional
Fue internacional con la selección de fútbol de Inglaterra en 14 ocasiones y convirtió 8 goles.

### Participaciones en Copas del Mundo
| Mundial                        | Sede   | Resultado        | Partidos | Goles |
| ------------------------------ | ------ | ---------------- | -------- | ----- |
| Copa Mundial de Fútbol de 1958 | Suecia | Fase de grupos   | 4        | 2     |
| Copa Mundial de Fútbol de 1962 | Chile  | Cuartos de final | 0        | 0     |

## Clubes
| Club                 | País       | Año       |
| -------------------- | ---------- | --------- |
| Bradford Park Avenue | Inglaterra | 1952-1953 |
| West Bromwich Albion | Inglaterra | 1953-1963 |
| Chelsea              | Inglaterra | 1963      |
| Manchester City      | Inglaterra | 1963-1965 |
| Crystal Palace       | Inglaterra | 1965-1966 |
| Peterborough United  | Inglaterra | 1966      |
| Luton Town           | Inglaterra | 1966-1967 |
| Stockport County     | Inglaterra | 1967-1968 |
| Macclesfield Town    | Inglaterra | 1968      |
| Boston United        | Inglaterra | 1968      |
| Stourbridge          | Inglaterra | 1968-1969 |

## Palmarés

### Campeonatos nacionales
| Título                                                         | Club                 | País       | Año  |
| -------------------------------------------------------------- | -------------------- | ---------- | ---- |
| FA Cup                                                         | West Bromwich Albion | Inglaterra | 1954 |
| Charity Shield (título compartido con Wolverhampton Wanderers) | West Bromwich Albion | Inglaterra | 1954 |
| Fourth Division                                                | Stockport County     | Inglaterra | 1967 |

### Distinciones individuales
| Distinción                                       | Año  |
| ------------------------------------------------ | ---- |
| Máximo goleador de la First Division (ex aequo)  | 1962 |
| Máximo goleador de las ligas europeas (ex aequo) | 1962 |